# Piaractus brachypomus
Espèce
Piaractus brachypomus est une espèce amazonienne de poissons d'eau douce de la famille des Serrasalmidae (dont font également partie les piranhas).

## Répartition et habitat
Piaractus brachypomus est originaire d'Amérique du Sud et se rencontre dans les rivières amazoniennes situées en Bolivie, au Brésil, en Colombie, en Équateur et au Pérou.
Par ailleurs ce poisson est également présent en dehors de sa répartition originelle et devient une espèce invasive en Amérique du Nord (États-Unis et Canada), en Europe (Pologne) et en Asie (Bangladesh, Cambodge, Indonésie, Malaisie, Thaïlande et Viet Nam).
Dans la nature, le jeune poisson vit dans les plaines inondables où abondent les substances nutritives ; il rejoint plus tard les cours d'eau plus importants en amont. On trouve P. brachypomus jusqu'à une profondeur de 8 m.[réf. nécessaire]

## Description

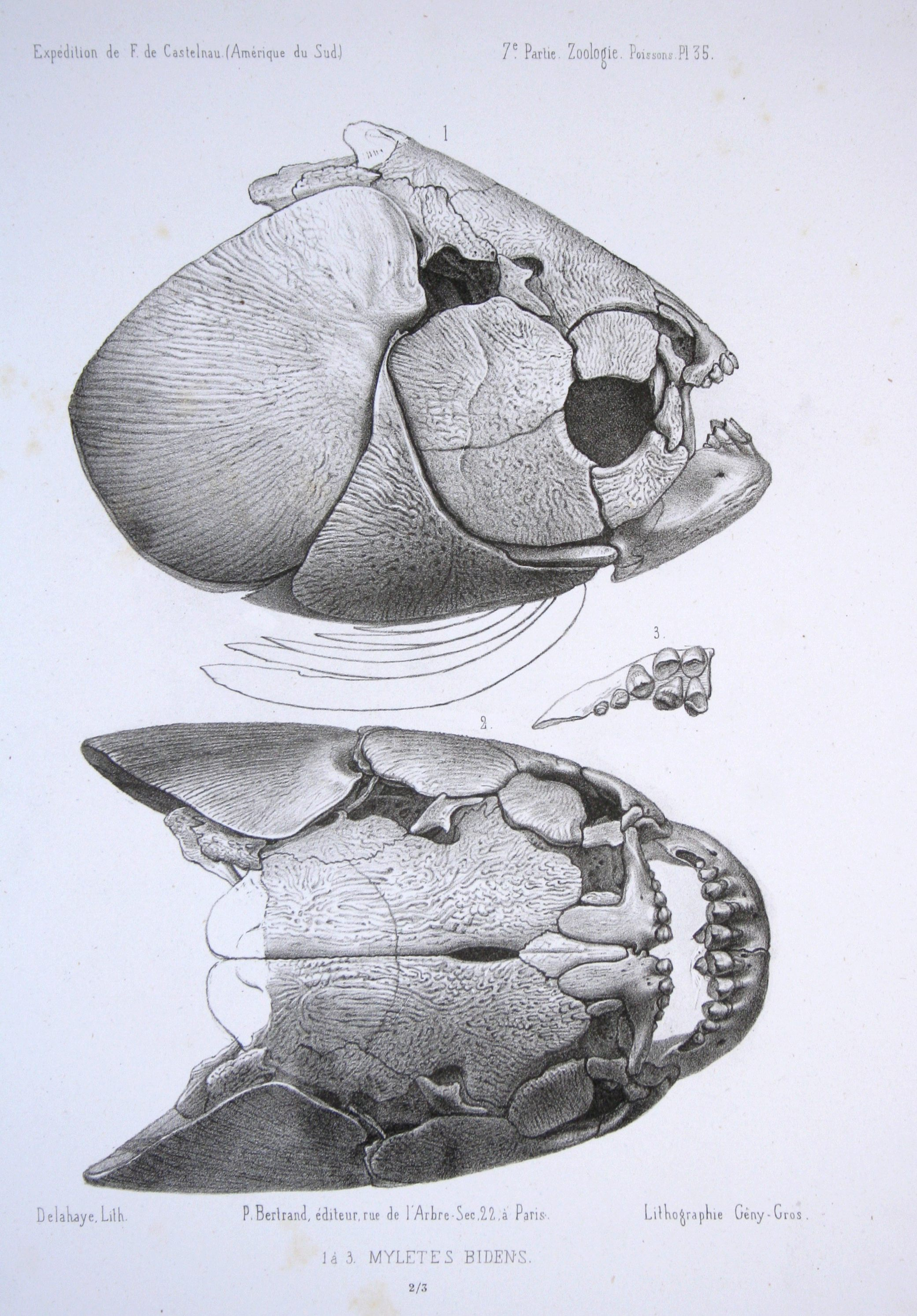
Crâne de l'espèce vu de profil et du dessus.

Piaractus brachypomus peut mesurer jusqu'à 88 cm de longueur totale pour un poids maximal enregistré de 25 kg. En captivité la taille de ce poisson est généralement inférieure. Son âge maximal enregistré est de 28 ans. 
Ce poisson a un corps fin dont les côtés sont argentés. Le dessous du corps, les nageoires pelviennes et pectorales, et parfois les nageoires anales sont de couleur rouge. Une nageoire adipeuse est située entre la nageoire dorsale et la nageoire caudale. Cette dernière ainsi que la nageoire anale présentent une bordure noire. Le poisson dispose de deux rangées de dents dures et plates. Celles-ci, puissantes, peuvent causer de sérieuses morsures.
Les juvéniles ressemblent à ceux de Serrasalmus nattereri. Il n'y a pas de dimorphisme sexuel majeur.
À cause de leurs ressemblances physiques, d'autres espèces telles que P. mesopotamicus, Colossoma macropomum ou Pygocentrus nattereri sont parfois confondues avec P. brachypomus.[réf. nécessaire]

## Biologie et écologie
P. brachypomus est omnivore, se nourrissant de graines et de noix à la saison humide et de crustacés et petits poissons à la saison sèche. 
La reproduction de ce poisson ovipare a lieu à la saison humide (entre septembre et février) : les 150 000 à un million d'œufs pondus éclosent 12 à 20 heures après la fécondation. Les larves mesurent environ 2 mm. La maturité sexuelle est atteinte à l'âge de trois ans et l'espérance de vie est de 28 ans. Plus d'informations sur la reproduction des pacus disponibles : ici. 

## Dénominations
L'espèce ne dispose pas de nom commun avéré précis en français mais elle est parfois rencontrée sous le nom de pirapitinga notamment au Brésil.

## Piaractus brachypomuset l'Homme
L'espèce est prisée par les aquariophiles même si elle demande un bassin important pour se développer dans de bonnes conditions : quatre individus demandent un bassin de 6 000 litres. La température de l'eau recommandée est comprise entre 23 et 28 °C, un pH légèrement acide est préféré. 
Ce poisson est également consommé par l'Homme et est élevé en pisciculture en Amérique du Sud ainsi qu'en Inde.

## Galerie

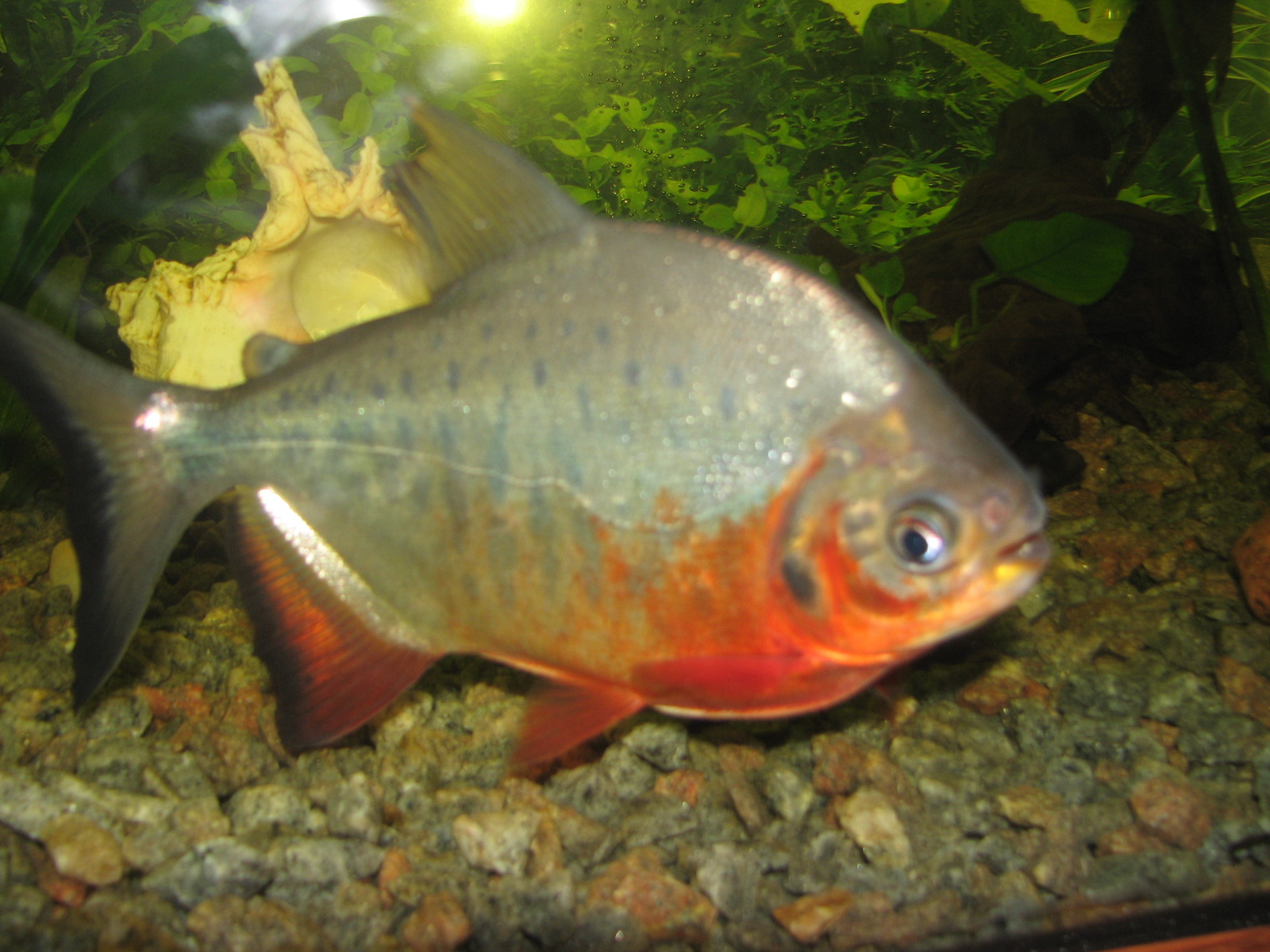
Piaractus brachypomus, juvénile.
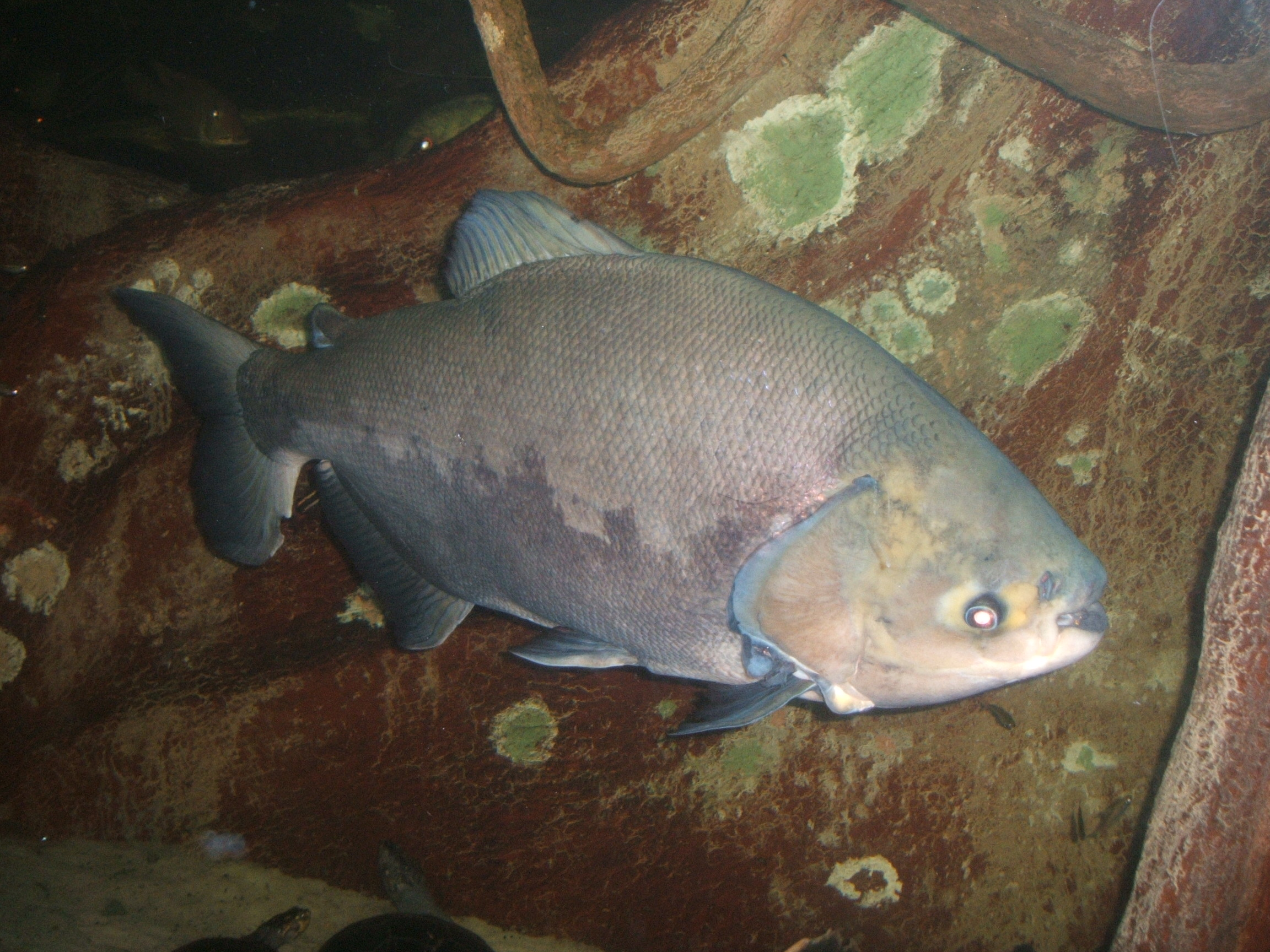
Spécimen en captivité.
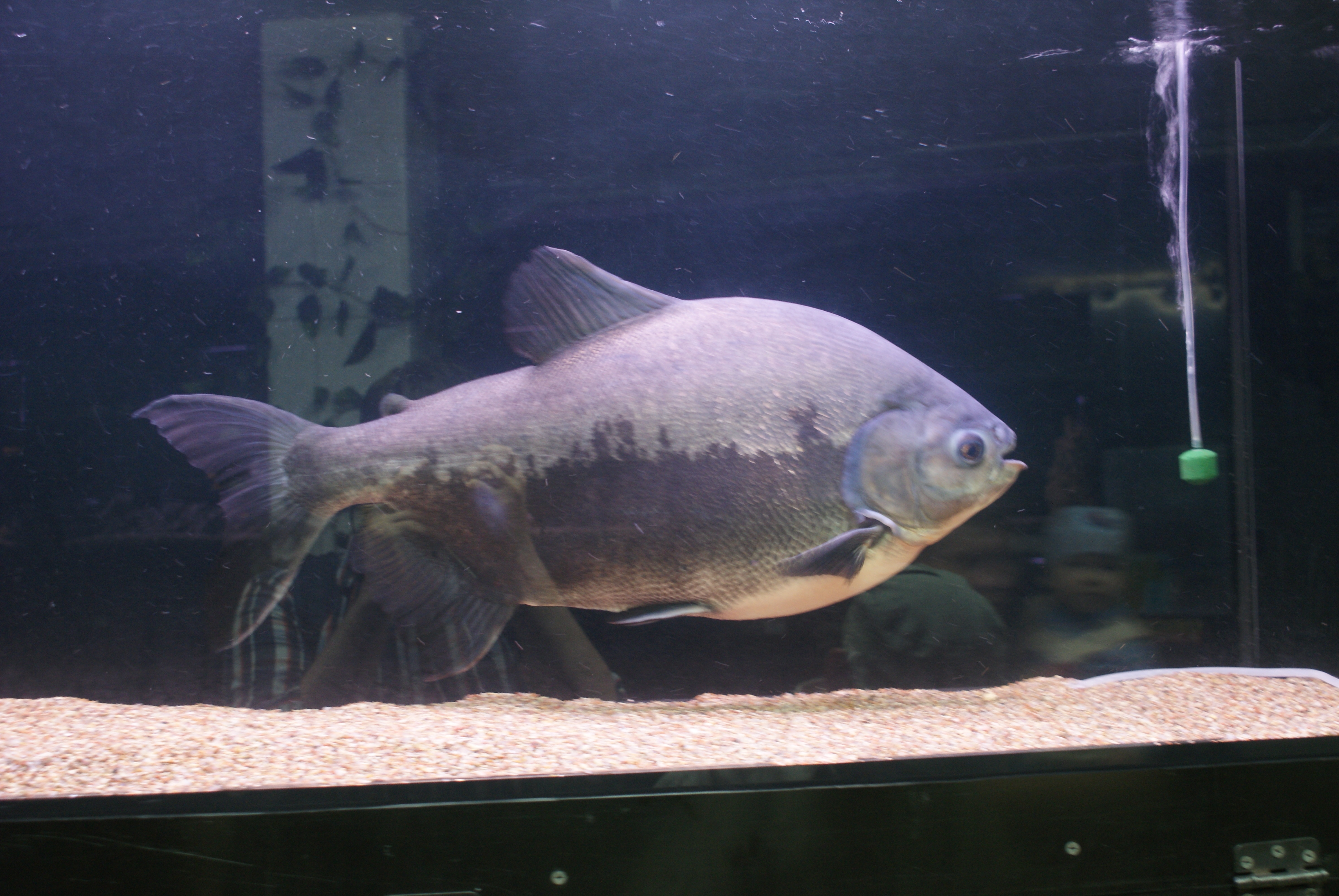
Spécimen sub-adulte avec encore de la pigmentation rouge sous le ventre.
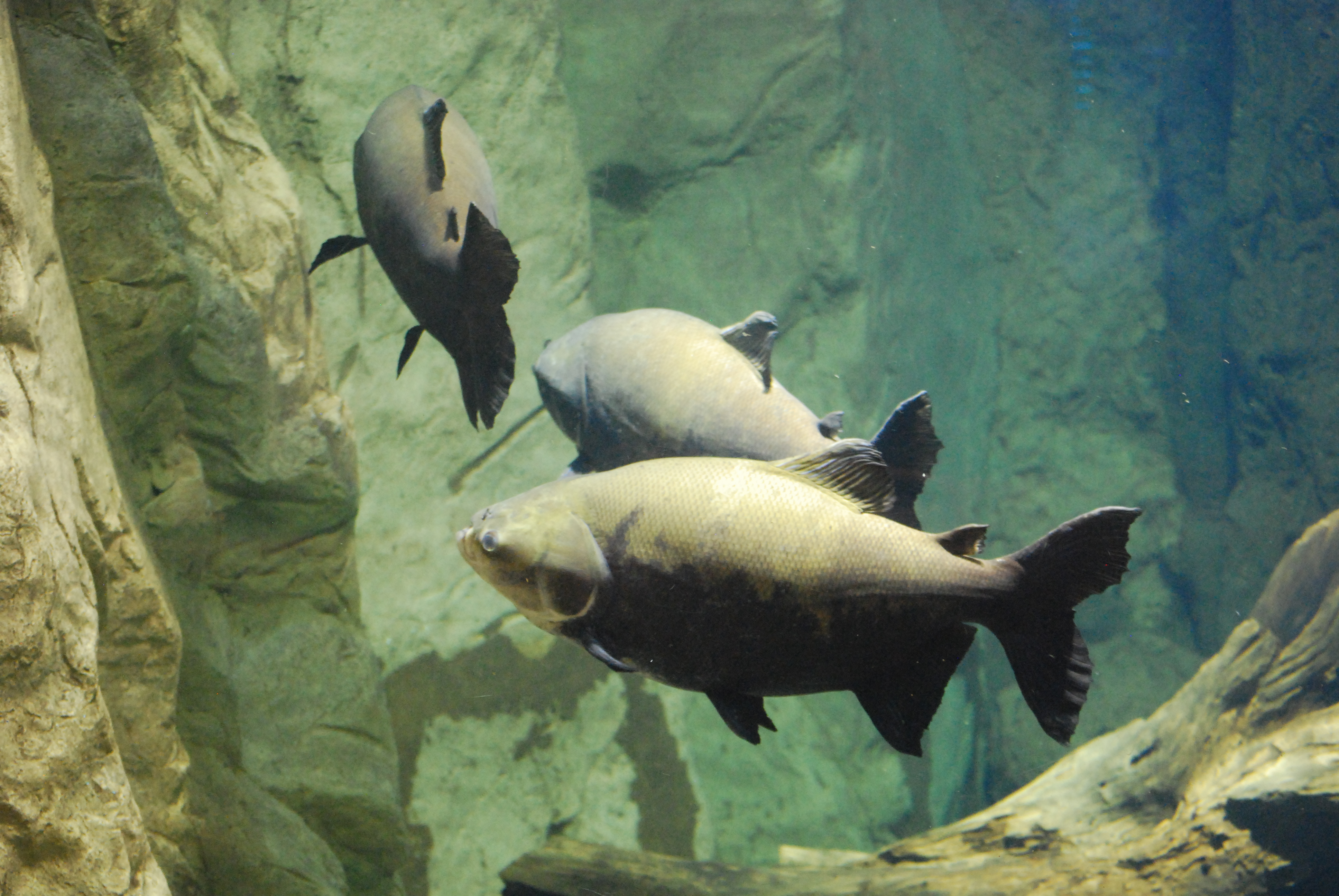
Groupe en captivité.
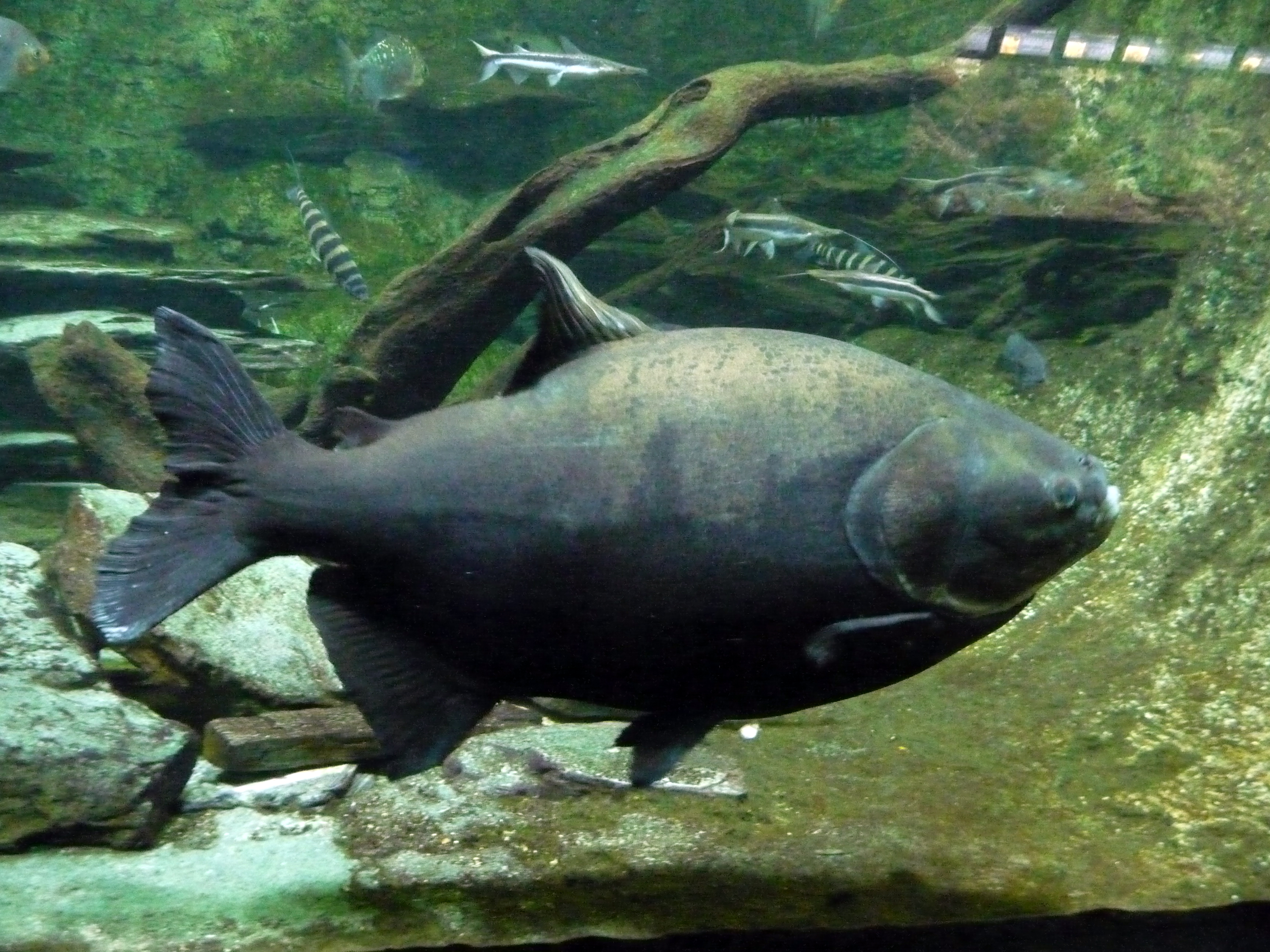
Patron de coloration d'un spécimen adulte.

## Systématique
Le nom valide complet (avec auteur) de ce taxon est Piaractus brachypomus (Cuvier, 1818).
L'espèce a été initialement classée dans le genre Myletes sous le protonyme Myletes brachypomus Cuvier, 1818,.
Piaractus brachypomus a pour synonymes :
- Colossoma bidens (Johann Baptist von Spix|Spix & Louis Agassiz|Agassiz, 1829)
- Colossoma brachypomum (Cuvier, 1818)
- Colossoma branchypomus (Cuvier, 1818)
- Colossoma paco (Humboldt, 1821)
- Myletes bidens Spix & Agassiz, 1829
- Myletes brachypomus Cuvier, 1818
- Myletes paco Humboldt, 1821
- Piaractus brachipomus (Cuvier, 1818)
- Piaractus briachypumus (Cuvier, 1818)
- Reganina bidens (Spix & Agassiz, 1829)
- Salmo pacu Kner, 1860
- Wateina fowleri Amaral Campos, 1946

### Étymologie
Son épithète spécifique, brachypomus, dérive de la combinaison en grec ancien de βραχύς (brakhús), « court », et de πῶμα (pṓma), « couvercle, couverture », et fait référence à un opercule plus petit que celui de l'espèce Colossoma macropomum.

### Publication originale
- G. Cuvier, « Sur les poissons du sous-genre Mylètes », Mémoires du Muséum d'histoire naturelle, Paris, A. Belin, vol. 4,‎ 1818, p. 444-456 (ISSN 1256-2602 et 3036-6925, OCLC 1761890, lire en ligne).